# Copris humilis
Copris humilis là một loài bọ cánh cứng trong họ Bọ hung (Scarabaeidae).